# Вільдер Вієра
Вільдер Вієра (ісп. Wílder Viera, нар. 4 березня 2002, Капіата) — парагвайський футболіст, півзахисник клубу «Серро Портеньйо».
Виступав за олімпійську збірну Парагваю.

## Клубна кар'єра
Народився 4 березня 2002 року в Капіаті. Вихованець футбольної школи клубу «Серро Портеньйо». Дорослу футбольну кар'єру розпочав 2020 року в основній команді того ж клубу. 
Протягом другої частини 2022 року захищав на правах оренди кольори клубу «Хенераль Кабальєро», після чого повернувся до «Серро Портеньйо», де вже став стабільним гравцем основного складу.

## Виступи за збірні
2019 року дебютував у складі юнацької збірної Парагваю (U-17), загалом на юнацькому рівні взяв участь у 13 іграх.
З 2024 року залучається до складу молодіжної збірної Парагваю. На молодіжному рівні зіграв у 6 офіційних матчах.
З 2024 року  захищає кольори олімпійської збірної Парагваю. У складі цієї команди провів 1 матч. У складі збірної — учасник  футбольного турніру на Олімпійських іграх 2024 року у Парижі.
Того ж 2024 року був включений до заявки олімпійської збірної Парагваю для участі у футбольному турнірі на тогорічних Олімпійських іграх у Парижі.

## Статистика виступів

### Статистика клубних виступів
Станом на 24 липня 2024
| Сезон             | Команда              | Чемпіонат         | Чемпіонат | Чемпіонат | Національний кубок | Національний кубок | Національний кубок | Континентальні кубки | Континентальні кубки | Континентальні кубки | Інші змагання | Інші змагання | Інші змагання | Усього | Усього | Усього |
| Сезон             | Команда              | Ліга              | Ігор      | Голів     | Ліга               | Ігор               | Голів              | Ліга                 | Ігор                 | Голів                | Ліга          | Ігор          | Голів         | Ігор   | Голів  |        |
| ----------------- | -------------------- | ----------------- | --------- | --------- | ------------------ | ------------------ | ------------------ | -------------------- | -------------------- | -------------------- | ------------- | ------------- | ------------- | ------ | ------ | ------ |
| 2020              | «Серро Портеньйо»    | ПД                | 4         | 0         | КП                 | 0                  | 0                  |                      | -                    | -                    |               | -             | -             | 4      | 0      |        |
| 2021              | «Серро Портеньйо»    | ПД                | 4         | 0         | КП                 | 0                  | 0                  | КЛ                   | 1                    | 0                    |               | -             | -             | 5      | 0      |        |
| 2022              | «Серро Портеньйо»    | ПД                | 6         | 0         | КП                 | 0                  | 0                  | КЛ                   | 0                    | 0                    |               | -             | -             | 6      | 0      |        |
| 2022              | «Хенераль Кабальєро» | ПД                | 13        | 2         | КП                 | 0                  | 0                  |                      | -                    | -                    |               | -             | -             | 13     | 2      |        |
| 2023              | «Серро Портеньйо»    | ПД                | 31        | 1         | КП                 | 2                  | 0                  | КЛ                   | 8                    | 0                    |               | -             | -             | 41     | 1      |        |
| 2024              | «Серро Портеньйо»    | ПД                | 15        | 0         | КП                 | 0                  | 0                  | КЛ+ПАК               | 5+0                  | 1+0                  |               | -             | -             | 20     | 1      |        |
| Усього за кар'єру | Усього за кар'єру    | Усього за кар'єру | 73        | 3         |                    | 2                  | 0                  |                      | 14                   | 1                    |               | -             | -             | 89     | 4      |        |